# Mandurah
Mandurah es una ciudad del estado de Australia Occidental (Australia), localizada aproximadamente 72 kilómetros al sur de la capital del estado, Perth. Su población es de 85 814 habitantes (2010) lo que la convierte en la segunda más poblada del estado, tras la capital.
Mandurah es la ciudad con mayor crecimiento de Australia, y es también la ciudad más grande fuera de la zona metropolitana de Perth. La ciudad creció a partir de comunidades vacacionales aisladas a lo largo de las orillas del estuario Pela-Harvey, y, con el crecimiento de Perth, se ha convertido en una alternativa a su forma de vida. La conexión de Mandurah con el centro de Perth se ha consolidado con la apertura de la línea ferroviaria Perth-Mandurah en diciembre de 2007. Una encuesta sobre la asequibilidad de la vivienda realizada entre 227 ciudades de Australia en 2008 la calificó como la ciudad más cara del país.